# Pelochyta misera
Pelochyta misera là một loài bướm đêm thuộc phân họ Arctiinae, họ Erebidae.